# Дзембовский, Войцех
Войцех Дзембовский (пол. Wojciech Andrzej Dziembowski; 14 января 1940, Варшава, Генерал-губернаторство — 10 февраля 2025) — польский астроном, член Польской академии наук и Польской академии знаний.

## Биография
Дзембовский учился в Ягеллонском университете. В 1967 году получил докторскую степень в Варшавском университете. Звание профессора присвоено в 1983 году. Член-корреспондент Польской академии наук с 1989 года, действительный член Польской академии наук с 2007 года. Национальный член-корреспондент Польской академии знаний с 1997 г. Почётный доктор Зелёногурского университета (2014).
В 1967—1969 годах он прошёл научную стажировку в Колумбийском университете в Нью-Йорке. С 1969 года — сотрудник (1987—1992 — директор) Астрономического центра Польской академии наук имени Николая Коперника в Варшаве. С 1997 года — профессор Астрономической обсерватории Варшавского университета.
Войцех Дзембовский скончался 10 февраля 2025 года.

## Научная деятельность
Войцех Дзембовский специализировался на исследованиях в области теории строения и колебаний звёзд, сейсмическом зондировании структуры, вращения и магнитного поля недр Солнца, интерпретации переменности звёзд различных типов, построении сейсмических моделей звёзд. Он был автором 138 статей в рецензируемых научных журналах, цитируемых (по состоянию на 21 января 2025 года) 10 149 раз. Индекс Хирша равен 51.

## Публикации
Важнейшие труды:
- Oscillations of giants and supergiants, 1977
- Nonlinear mode coupling in oscillating stars, 1982
- The radial gradient in the Sun’s rotation, 1989
- Solar model from helioseismology and the neutrino flux problem, 1990
- The opacity mechanism in B-type stars, 1993
- Oscillations of α UMa and other red giants, 2001
- Asteroseismology of the β Cephei star ν Eridani, 2004

## Награды и отличия
- Премия III отделения математических, физических и химических наук Польской академии наук (1978)
- Медаль Обсерватории в Ницце (2000)
- Золотая медаль Вроцлавского университета (2005)
- Медаль Богдана Пачинского[пол.] (2019)[7]
- В честь учёного назван 301-й симпозиум Международного астрономического союза: "Точная астеросейсмология. «Чествование научного творчества Войцеха Дзембовского» (Вроцлав, 2013)[8]